# Ємі Мері Джон
Ємі Мері Джон (англ. Yemi Mary John, нар. 3 травня 2003) — британська легкоатлетка, яка спеціалізується у бігу на короткі дистанції.

## Спортивні досягнення
Чемпіонка світу серед юніорів у бігу на 400 метрів (2022).
Бронзова призерка чемпіонату світу серед юніорів у естафетному бігу 4×400 метрів (2022).
Срібна призерка чемпіонату Європи серед юніорів у бігу на 400 метрів (2021).